# Kaarma-Kungla
Koordinaten: 58° 22′ N, 22° 24′ O
Kaarma-Kungla ist ein Dorf (estnisch küla) auf der größten estnischen Insel Saaremaa. Es gehört zur Landgemeinde Saaremaa (bis 2017: Landgemeinde Lääne-Saare) im Kreis Saare. Bis zur Neugründung der Landgemeinde Saaremaa hieß der Ort „Kungla“ und wurde umbenannt, um sich von Kungla zu unterscheiden, da beide nun in derselben Landgemeinde liegen.
Das Dorf hat 27 Einwohner (Stand 1. Januar 2016).